# Arabisch-Nubischer Schild

Ausbisse des Arabisch-Nubischen Schildes.

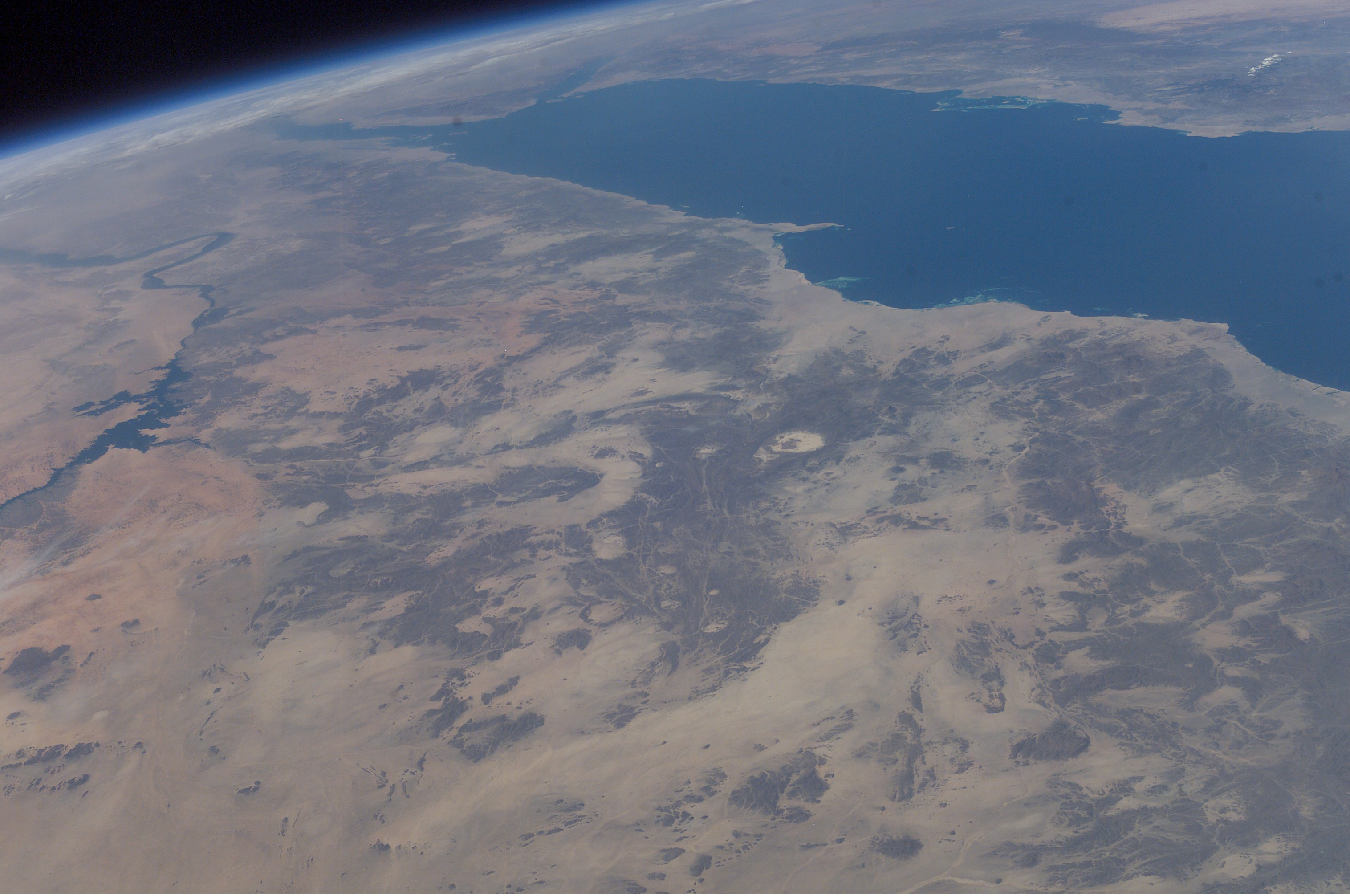
Satellitenbild des Nubischen Schildes

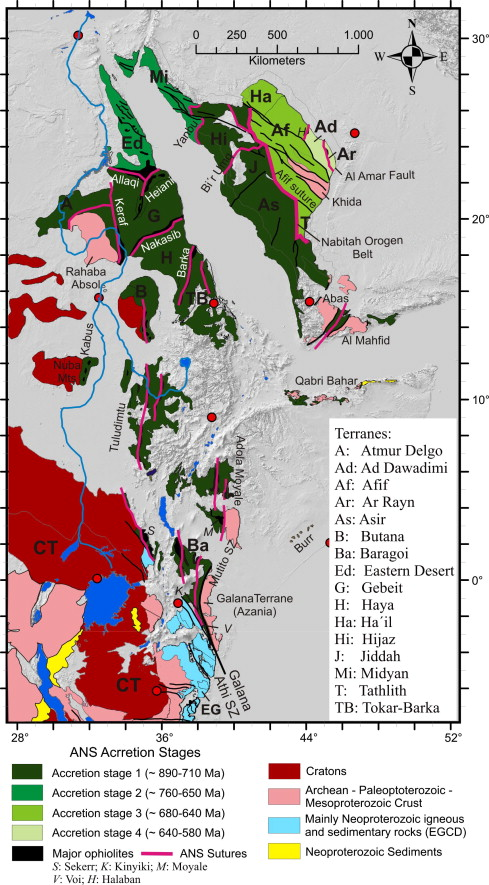
Arabisch-Nubischer Schild und angrenzende Regionen in Afrika: Krustenprovinzen und Metamorphosealter

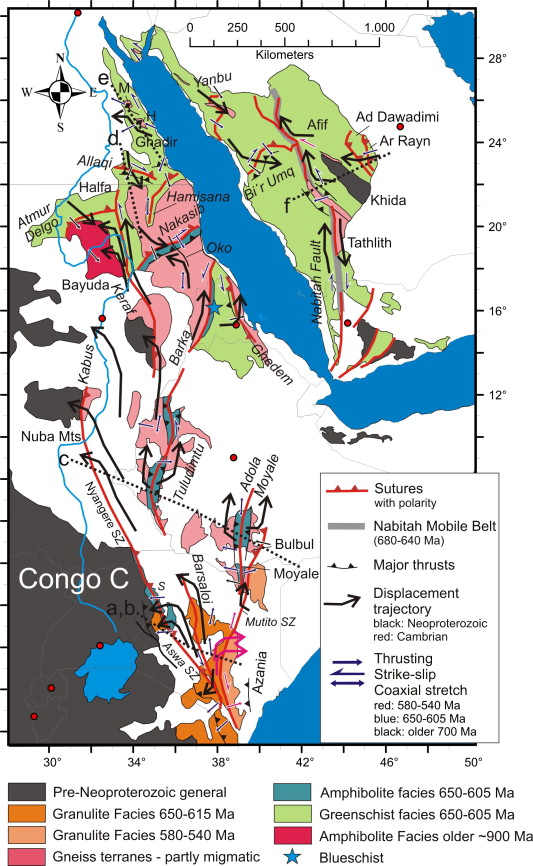
Metamorphe Fazies des Arabisch-Nubischen Schildes und angrenzender Regionen in Afrika

Der Arabisch-Nubische Schild (abgekürzt ANS) ist eine präkambrische Grundgebirgseinheit Nordost- und Ostafrikas sowie des Westens der Arabischen Halbinsel. Er ist zu großen Teilen aus Gesteinen aufgebaut, die während der Pan-Afrikanischen Orogenese im späten Neoproterozoikum entstanden sind. In diesem Zusammenhang bildet er den nördlichen Abschnitt des rund 6000 km langen Ostafrikanischen Orogens.

## Geographische Ausdehnung und Regionale Geologie
Die größten zusammenhängenden Ausbisse des Arabisch-Nubischen Schildes befinden sich im Norden der Grundgebirgsprovinz. Der Arabische Schild erstreckt sich von der Südspitze Israels über weite Teile des Westens der Arabischen Halbinsel, die geologisch Teil einer eigenständigen Lithosphärenplatte, der Arabischen Platte, ist. Der Nubische Schild liegt auf der Afrikanischen Platte, vorwiegend in den Ländern Ägypten und Sudan. Ursprünglich hingen Arabischer und Nubischer Schild zusammen. Sie wurden erst infolge der Öffnung des Roten Meeres, die vor etwa 38 Ma begann, voneinander getrennt.
Arabischer und Nubischer Schild entsprechen dem Schildbegriff der regionalen Geologie insofern, als dort präkambrische Gesteinskomplexe zutage treten (ausbeißen), mit der Einschränkung, dass es sich, anders als bei vielen anderen kontinentalen Schilden (z. B. dem Kanadischen oder dem Baltischen Schild) nicht um tektonisch stabile und sehr alte (d. h. kratonische) Erdkruste handelt. Die Bezeichnung Arabisch-Nubischer Schild bezieht sich hingegen auf einen ausgedehnten Bereich des präkambrischen Grundgebirges von Nordost- und Ostafrika und der Arabischen Halbinsel, unabhängig davon, ob dieses freiliegt oder von jüngeren Sedimenten überdeckt ist. So umfasst dieser Bereich, neben dem Arabischen und Nubischen Schild, weitere insel- bzw. schildartig zutagetretende präkambrische Massive in Äthiopien und Kenia sowie mutmaßlich auch Teile des präkambrischen Grundgebirges von Madagaskar (den sogenannten Bemarivo-Gürtel im Norden und die sogenannte Vohibory-Einheit im Süden).
Der Arabisch-Nubische Schild wird nach Westen vom Sahara-Metakraton sowie vom Kongo- und vom Tansania-Kraton begrenzt. Alle drei Kratone werden Westgondwana zugerechnet. Im Süden grenzt der Arabisch-Nubische Schild an den Mosambik-Gürtel, den südlichen Abschnitt des Ostafrikanischen Orogens. Die östliche Begrenzung auf der Arabischen Halbinsel verläuft unterhalb der phanerozoischen Sedimente der Arabischen Plattform. Ob die Gesteinskomplexe östlich dieser Grenze ebenfalls pan-afrikanisch oder älter (ostgondwanisch-kratonisch) sind, ist bislang ungeklärt.

## Strukturelle Entwicklung
Zwischen 900 und 860 mya entstanden auf Rodinia diverse größere Intrusionen in Verbindung mit beginnendem kontinentalem Rifting. Ozeanbodenspreizungen folgten von 860 bis 830 mya. Der Mosambik Ozean öffnete sich. Zwischen 830 und 750 mya bildeten sich Inselbögen, Backarc- und Forearc-Becken und andere Terrane, die Subduktionsvorgängen unterlagen bzw. diese Krustenteile erzeugten.
Der ANS entstand durch Akkretion (Zusammenschluss) einer Vielzahl von intra-ozeanischen Platten und möglicherweise ozeanischen Plateaus sowie anderen Terranen, die im Westen mit dem Sahara-Metakraton sowie dem damals noch nicht vom Atlantik geteilten Kongo-São-Francisco-Kraton (Kongo-SF) und dem Tansania-Kraton kollidierten. Im Osten stießen sie mit Azania und den Afif-Terranen zusammen.
Azania wurde nach einem alten Namen für Bereiche der ostafrikanischen Küste benannt und enthält einen oder mehrere Krustenblöcke oder Mikrokontinente, die während der Pan-Afrikanischen Orogenese zwischen dem Indischen Schild und dem Kongo-SF- und Tansania-Kraton eingequetscht wurden. Diese Krustenteile aus archaischen und paläoproterozoischen Gesteinen sind nachweisbar von Madagaskar über Somalia, Äthiopien bis hin zu den arabischen Afif-Terranen. Der neoarchaische Al-Mahfid-Block im Jemen könnte ein Verbindungsstück zwischen Azania und den Afif-Terranen darstellen. Zur Entstehung der Mikrokontinente Azania und Afif wird angenommen, dass sich infolge der Subduktion des Mosambik-Ozeans unter den „ur-ostafrikanischen“ Kontinentalrand zunächst kontinentale Vulkanbögen bildeten, die aufgrund einer Dehnung der Kruste im Backarc schließlich vom Kontinentalrand abdrifteten (siehe Backarc-Becken). Als Ursache für die Backarc-Dehnung wird Slab roll-back angenommen. Der Zeitraum dieser Trennung ist noch nicht geklärt.
Die Akkretion des ANS vollzog sich in vier zeitlichen Abschnitten. Der südliche bis mittlere Teil entwickelte sich zwischen 890 und 710 mya, der nördliche 760 bis 650 mya, der östliche 680 bis 640 mya und der daran der noch weiter östlich anschließende Bereich 640 bis 580 mya. Um 580 mya war die Akkretion aller Krustenteile weitgehend abgeschlossen und diese mit dem Sahara-Metakraton sowie dem Kongo-SF- und Tansania-Kraton verbunden.

## Gesteinsbildung, Störungen im Gesteinsverband
Die Gesteine des ANS werden als juvenile Krustenteile (neugebildete ozeanische Krusten) angesehen, die durch partielles Aufschmelzen des mittleren bis oberen Mantels infolge von Ozeanbodenspreizungen entstanden. Sie erzeugten meist magmatische calc-alkaline Granitoide, die typisch für Inselbogen-Komponenten von Subduktionszonen sind. An Suturen und Kontinentalrändern sind viele Ophiolithsequenzen, ozeanische Lithosphärenbestandteile nachweisbar, die bei Ozean-Kontinent Kollisionen auf das Festland aufgeschoben wurden. Derartige Sequenzen kommen in der Arabischen Wüste, Ägypten, im Sudan und im Westen von Saudi-Arabien vor. Sie enthalten Peridotite, Gabbros, magmatische Sheeted Dykes, Pillow Laven und sedimentäre Gesteine. Die ältesten Gesteine haben ein Alter von 880 my.
Die Kollisionsvorgänge erzeugten diverse magmatischen Intrusionen, wie z. B. granitische Plutone oder magmatische Dykes, die in Gesteinsspalten aufstiegen. Außerdem war damit eine Kompression, Verdickung und Deformationen verbunden. Die Krustendicke des ANS beträgt bis zu 45 km. Die arachaischen afrikanischen und madegassischen Kratone wurden an den Kontaktzonen mit den Azania-Krustenblöcke intensiv metamorph umgeformt. Am Ostrand des Kratons Kongo-SF entstanden charnockitische und granitoidische Intrusionen.
Viele Störungen, Scherzonen, und Suturen durchziehen den ANS. Die Suturen stellen die Kollisionszonen der verschiedenen Krustenstrukturen dar, während die Störungen und Scherzonen auf tektonisch verursachte, strukturelle Veränderungen in Gesteinsformationen hinweisen.

## Krustendomainen, Metamorphosen und Gesteinfazies
Der ANS enthält i. w. folgende Krustendomainen, deren Gesteine folgende metamorphe Fazies aufweisen: Granulitfazies in Süd-Kenia, 650 bis 615 mya, die infolge Annäherung von Azania an die Kratone Kongo-SF und Tansania, 580 bis 540 mya, stark komprimiert und verdickt wurden.
Weiter nördlich folgen Granulitfazies, 580 bis 540 mya, bis etwa Mitte des Nubischen Schildes, die stellenweise Amphibolit-Einlagerungen, 650 bis 605 mya, enthalten. Zu beiden Seiten des Roten Meeres entstanden Grünschiefer-Gesteine, 650 bis 605 mya, an die sich im Sudan-Bereich Amphibolitfazies, älter als 900 mya, anschließen. Die arachaischen afrikanischen und madegassischen Kratone wurden an den Kontaktzonen mit den Azania-Krustenblöcken metamorph überprägt.

## Erosion und Sedimentation
Die Erosionsprodukte des ANS lagerten große, km-dicke Sedimentmassen in benachbarten marinen und terrestrischen Becken von NO-Nordafrika, der Arabischen Halbinsel bzw. Arabischen Platte, ab. Einige geologische Strukturen und Ablagerungen lassen auf die Hypothese „Schneeball Erde“ schließen.

## Bodenschätze
Der Arabisch-Nubische Schild ist reich an wirtschaftlich abbaubaren Gold-Kupfer-Lagerstätten. Diesen Vorkommen verdankte schon das Alte Ägypten seinen Goldreichtum. Vor allem durch die Vorkommen in Nubien (nub = Gold) war Ägypten in der frühen Antike der Hauptproduzent von Gold. Den Höhepunkt erreichte die Goldförderung um 1300 v. Chr.

## Weitere Informationen
- Arabian Shield Webseite Saudi Geological Survey abgerufen 9/2/2016 sgs.org.sa
- Peter R. Jonhson & Beraki Woldehaimanot: Development of the Arabian-Nubian Shield: perspectives on accretion and deformation in the northern East African Orogen and the assembly of Gondwana. In Saudi Geological Survey utdallas.edu
- P. R. Johnsona, A. Andresen, A.S. Collins, A.R. Fowler, H. Fritz, W. Ghebreab, T. Kusky, R.J. Stern: In Late Cryogenian–Ediacaran history of the Arabian–Nubian Shield: A review of depositional, plutonic, structural, and tectonic events in the losing stages of the northern East African Orogen doi:10.1016/j.jafrearsci.2011.07.003
- Pierre Nehlig, Antonin Genna and Fawzia Asfirane In: A review of the Pan-African evolution of the Arabian Shield GeoArabia, Vol. 7, No. 1, 2002 utdallas.edu